# 扫描链
扫描链（英語：Scan chain）是可测试性设计的一种实现技术。它通过植入移位寄存器，使得测试人员可以从外部控制和观测电路内部触发器的信号值。